# 国際連合安全保障理事会決議214
国際連合安全保障理事会決議214（こくさいれんごうあんぜんほしょうりじかいけつぎ214、英: United Nations Security Council Resolution 214）は、1965年9月27日に国際連合安全保障理事会で採択された決議である。第二次印パ戦争に関係する。
安保理は、決議209、決議210、決議211による停戦要請にインドとパキスタンが同意したにもかかわらず、未だに停戦が成立していないことに懸念を表明し、両国に対して、課せられた責任を果たし、停戦と全軍の撤退を行うように要請した。
決議は無投票で採択された。